# ラインアイ
ラインアイ (LINE EYE) とは、株式会社ラインアイが開発・発売している通信プロトコルアナライザーのこと。
通常、通信機器同士がやり取りしているデータ信号は目で見ることはできないが、ラインアイを経由させることで有線通信シグナル・無線通信シグナルを視覚化し、シグナルの送受信がどのように行われているのかを把握することが可能になる。
ラインアイとパソコンをシリアル接続することで、ラインアイに搭載されているモニタに流れるシグナルをパソコン上に表示させたり、テキスト保存することも可能となる。